# Glucogalina
Glucogallin es un compuesto químico formado a partir de ácido gálico y β- D -glucosa. Se puede encontrar en las especies de robles como el roble blanco norteamericano ( Quercus alba ), el roble rojo europeo (Quercus robur) y la fruta de Amalaki ( Emblica officinalis ).
Está formado por un galato 1-beta-glucosiltransferasa (UDP-glucosa: galato de glucosiltransferasa), una enzima que realiza la esterificación de dos sustratos, UDP-glucosa y galato para producir dos productos, UDP y glucogalin. Esta enzima se puede encontrar en la hoja del roble.
Este es el primer paso en la biosíntesis de los galotaninos. La molécula es luego utilizada por las enzimas en los galotaninos synthetis vía como beta-glucogalin O-galoiltransferasa o beta-glucogalin-tetrakisgalloylglucose O-galloyltransferase .
β-glucogalin es inhibidor de aldosa reductasa.
La vida media de β-glucogalina en el cuerpo humano parece ser desconocida.